# Fynske Motorvej
Fynske Motorvej er en 81,8 km lang motorvej på Fyn, mellem Storebæltsbroen og Lillebæltsbroen. Den er en del af Europavejnettet E20
Motorvejen er mod øst tilsluttet Vestmotorvejen og mod vest Taulovmotorvejen. Der er tilslutning til Svendborgmotorvejen med et kløverbladsanlæg ved frakørsel 49, Odense SØ. Denne tilslutning betegnes også Motorvejskryds Odense.

## Historie
Motorvejen blev anlagt i 6 etaper og åbnet mellem 1957 og 1985:
| Etape | Åbningsdato      | Strækning              | Fra afkørsel | Til afkørsel  | Længde  | Bemærkning                                              |
| ----- | ---------------- | ---------------------- | ------------ | ------------- | ------- | ------------------------------------------------------- |
| 1     | 27. maj 1957     | Knudshoved Havn-Hjulby | 44 Nyborg    | 46 Nyborg V   | 8,1 km  | Motorvejen forsatte direkte over i hovedlandevejen 160. |
| 2     | Juli 1968        | Gribsvad-Nørre Åby     | 55 Aarup     | 57 Nørre Åby  | 13,4 km |                                                         |
| 3     | 21. oktober 1970 | Nørre Åby-Lillebælt    | 57 Nørre Åby | 58 Middelfart | 14,0 km | Inklusive den ny Lillebæltsbro                          |
| 4     | November 1971    | Korsebjerg-Gribsvad    | 53 Odense V  | 55 Aarup      | 9,8 km  |                                                         |
| 5     | September 1980   | Hjulby-Langeskov       | 46 Nyborg V  | 47 Langeskov  | 12,5 km |                                                         |
| 6     | 28. august 1985  | Langeskov-Korsebjerg   | 47 Langeskov | 53 Odense V   | 24,0 km |                                                         |

## Udvidelse fra 4 til 6 spor
Strækningen mellem Odense og Middelfart er en af Danmark mest belastede motorvejsstrækninger, og en række partier i Folketinget indgik i november 2003 en aftale om, at den skal udbygges fra en 4 til en 6 sporet motorvej. 
Udvidelsen af den 10 km lange strækning mellem Middelfart og Nørre Aaby blev åbnet 6. oktober 2014 og kostede 1,02 milliarder kroner. Strækningen blev den første som fik ladestationer, støttet af en Folketings-aftale.
I september 2017 blev der indgået forlig mellem regeringen og Dansk Folkeparti om at afsætte penge til at udvide strækningen mellem Nørre Aaby (frakørsel 57) og Odense Vest (frakørsel 53) fra 4 til 6 spor.